# Église Saint-Quentin de Lugny
Pour les articles homonymes, voir église Saint-Quentin.
L'église Saint-Quentin de Lugny est une église fortifiée qui se dresse sur la commune de Lugny dans le département de l'Aisne en région Hauts-de-France.

## Situation
L'église Saint-Quentin de Lugny est située dans le département français de l'Aisne sur la commune de Lugny.

## Description
L'église Saint-Quentin de Lugny a son clocher carré construit en briques percé de meurtrières.

### Galerie

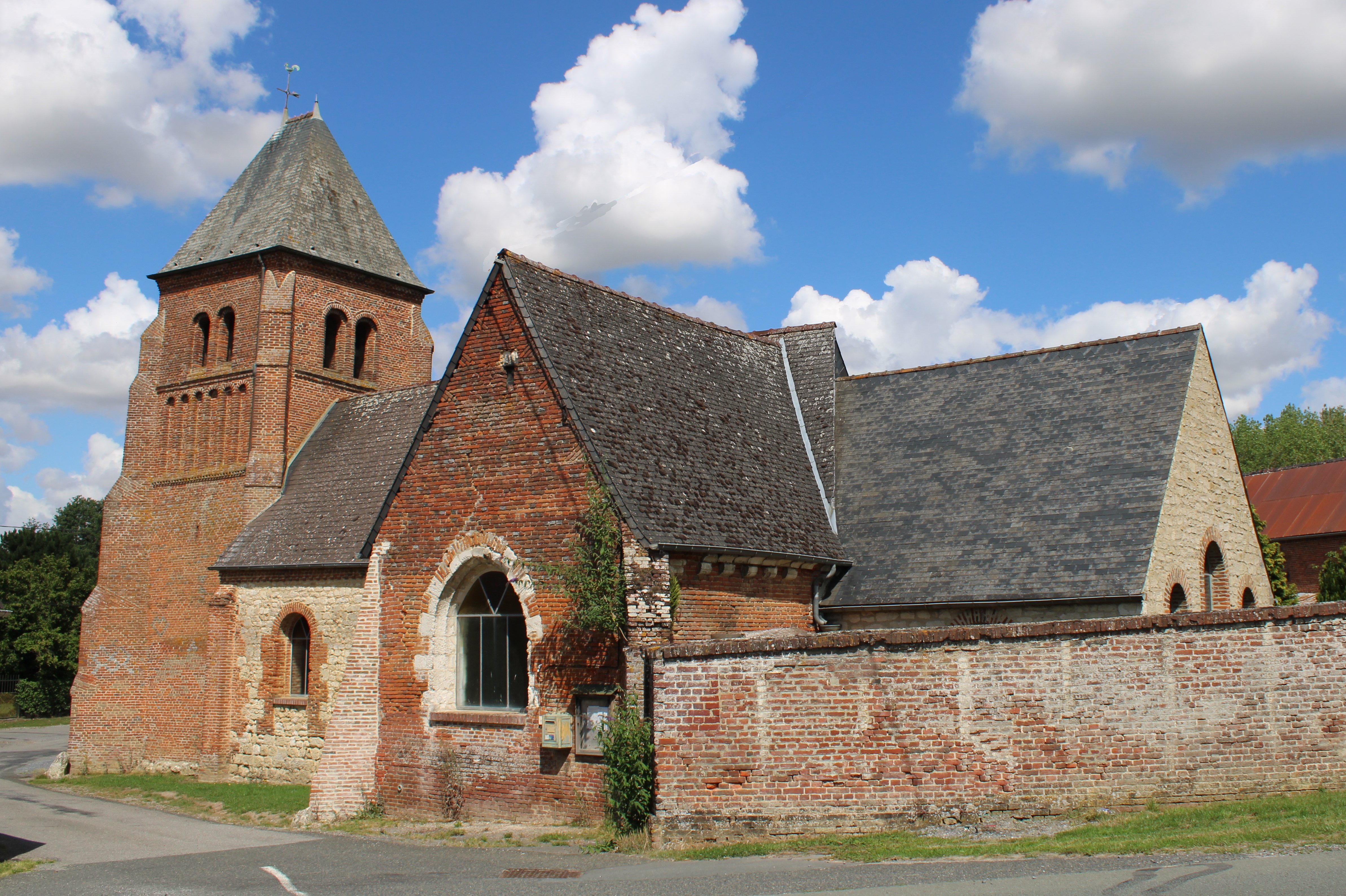
L'église fortifiée Saint-Quentin de Lugny.
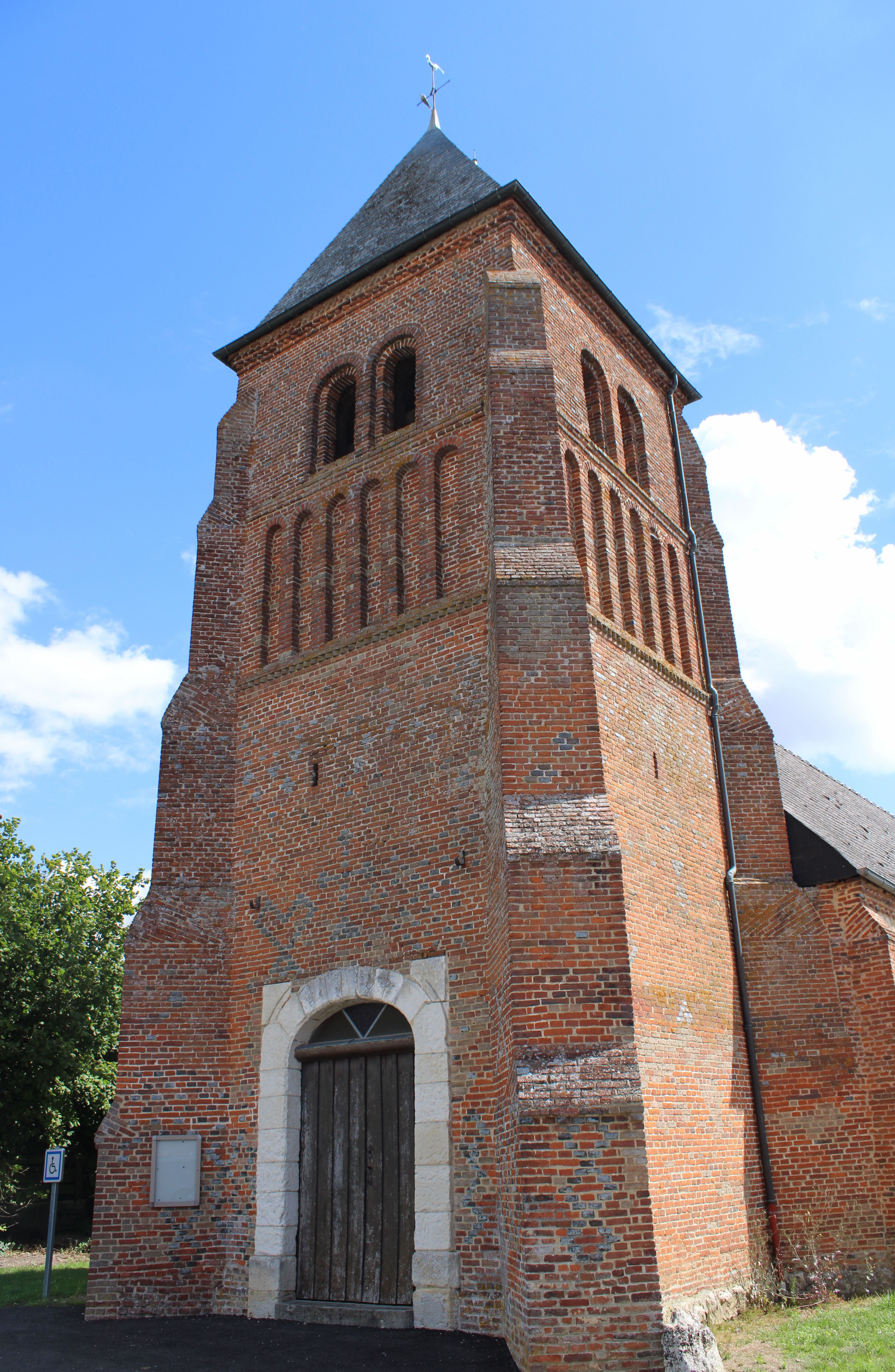
Vue du donjon fortifié avec ses meurtrières.
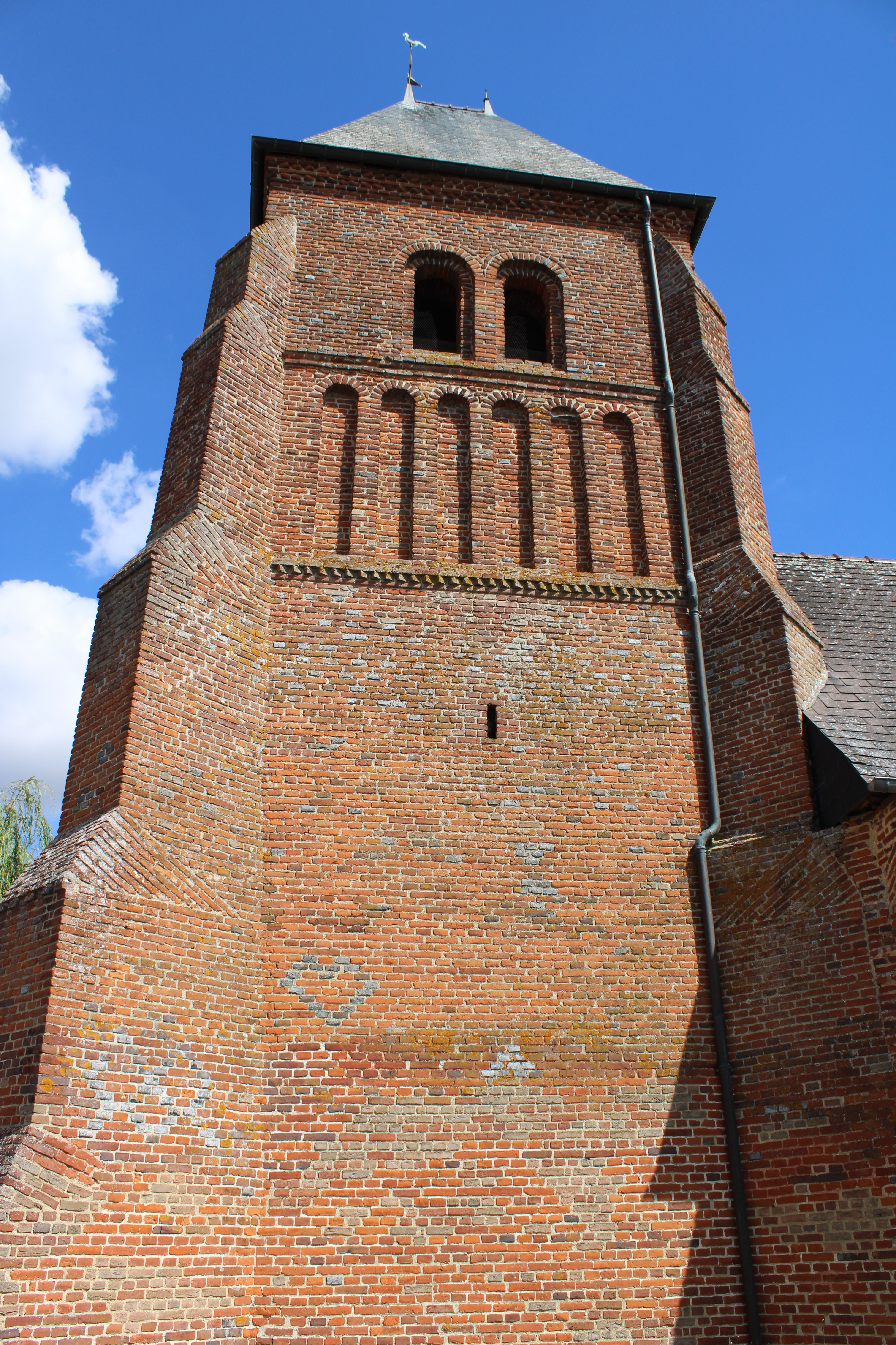
Le donjon.
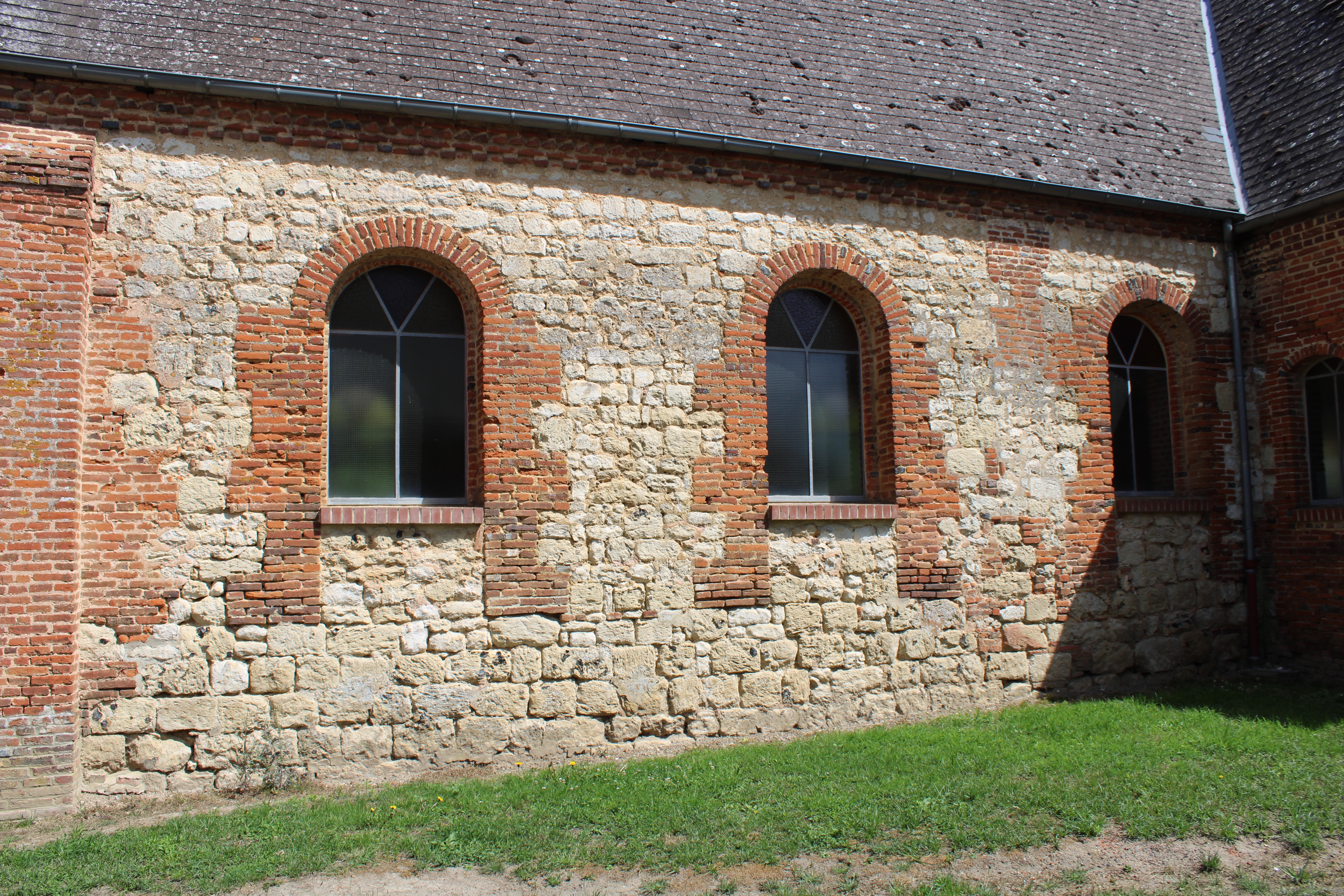
Mur de la nef en pierre calcaire et en brique.
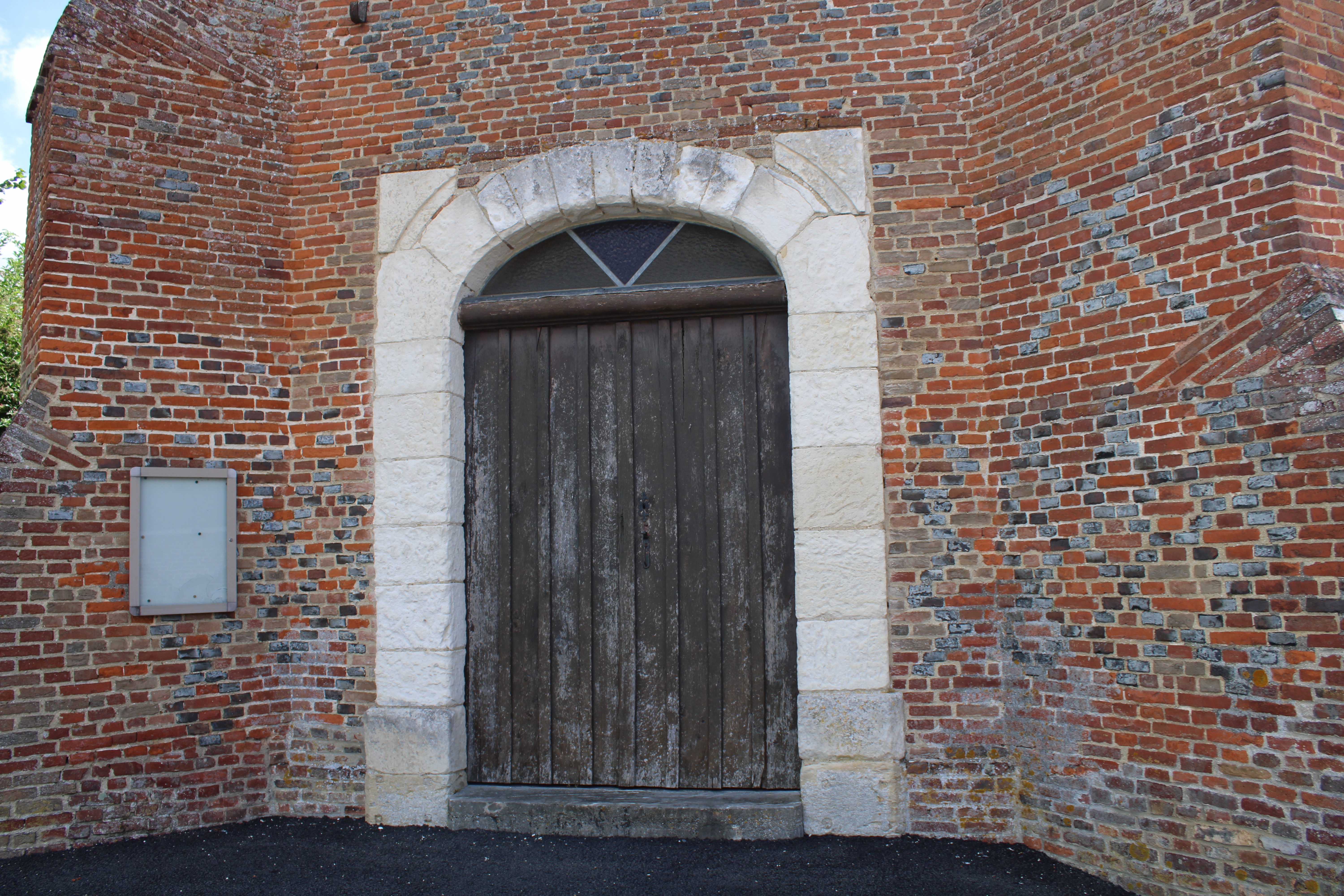
Le portail en pierre calcaire de style roman.
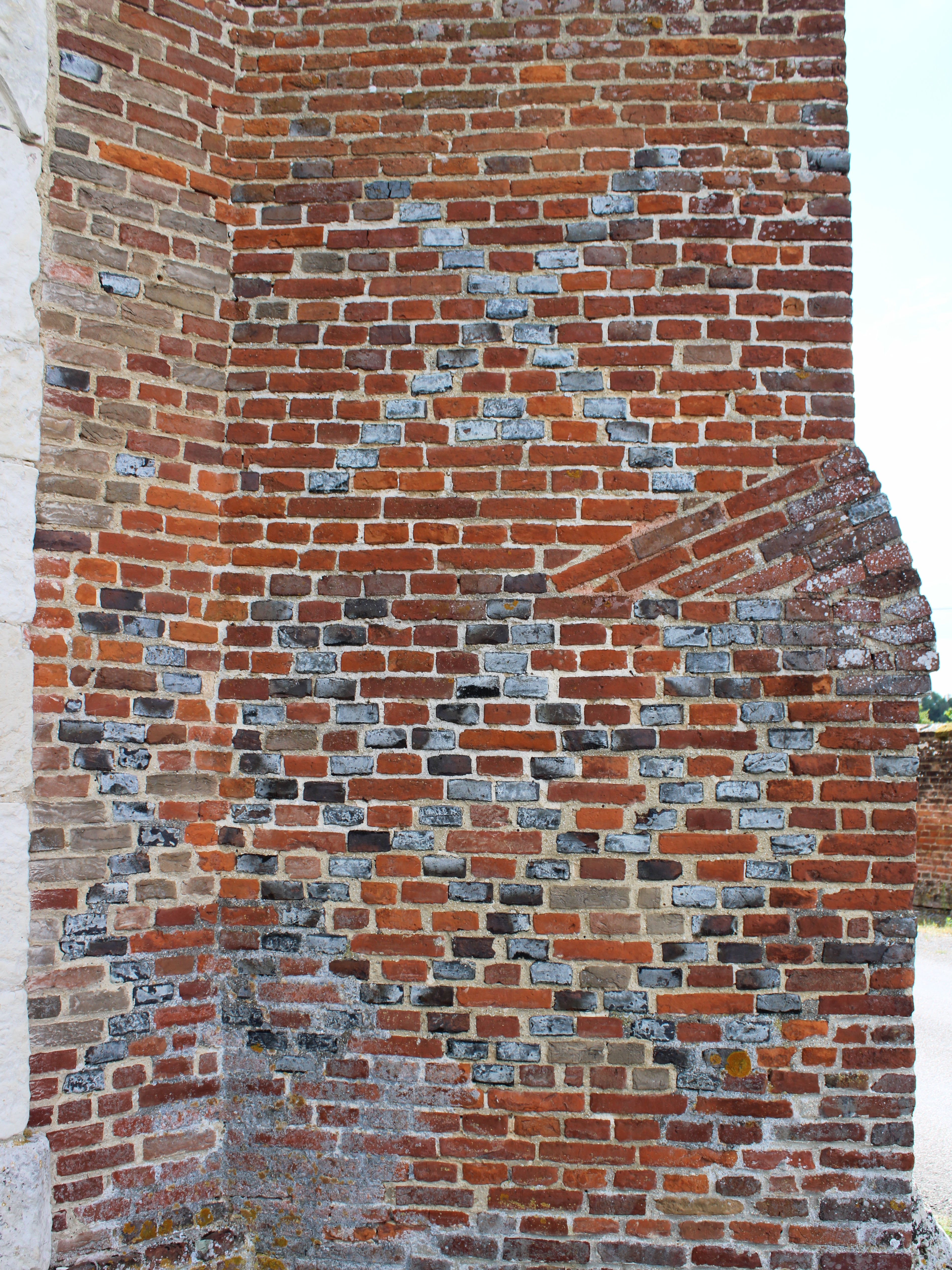
Détail des motifs en briques vernissées sur contrefort de la façade.